# Harry Houdini
Harry Houdini, pseudonimo di Erik Weisz (Budapest, 24 marzo 1874 – Detroit, 31 ottobre 1926), è stato un illusionista e attore ungherese naturalizzato statunitense. È stato uno dei più famosi illusionisti ed escapologi della storia, divenuto celebre grazie alle sue fughe impossibili.

## Biografia

### L'infanzia

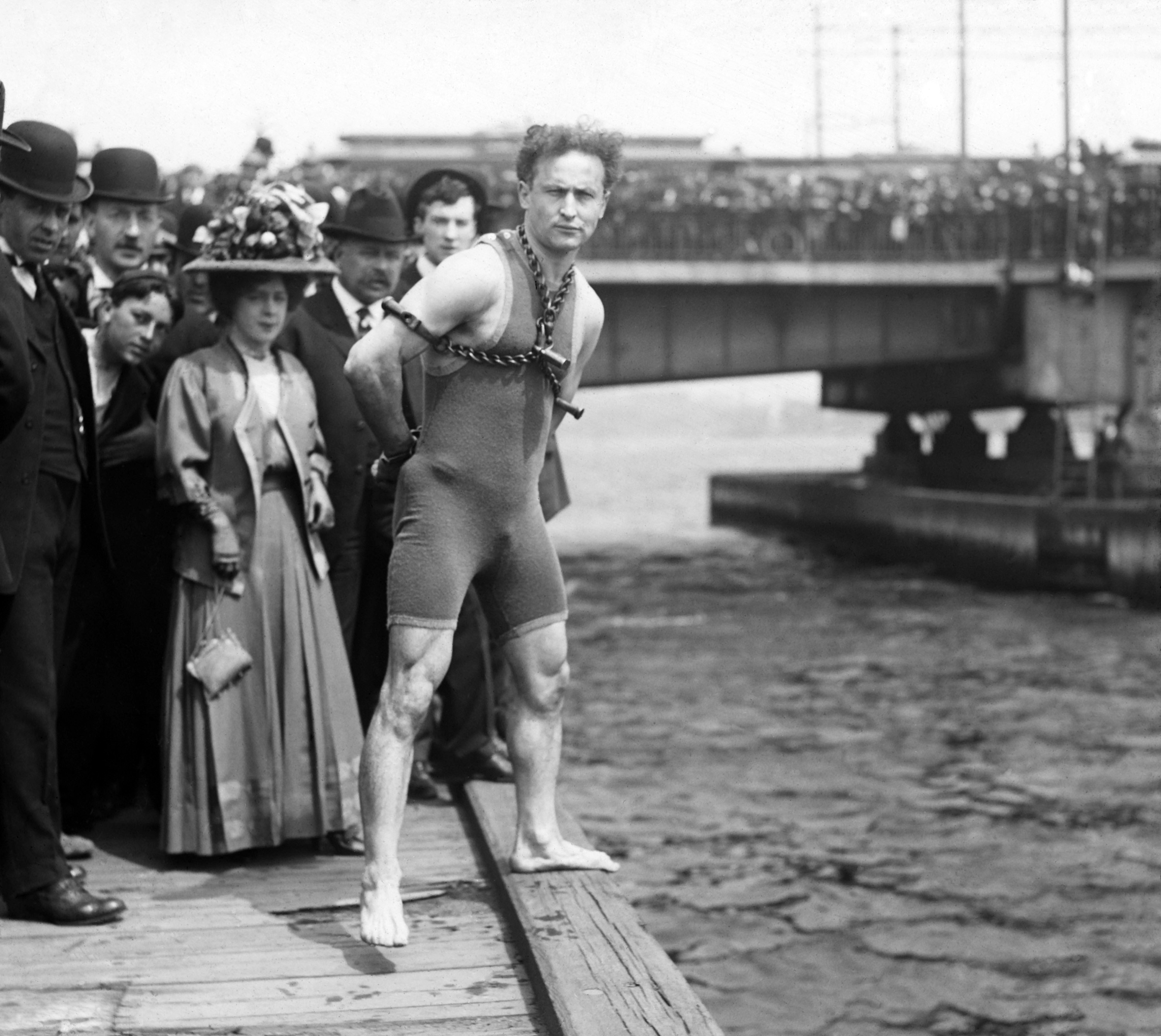
Harry Houdini, incatenato, prima di buttarsi dal Harvard Bridge di Boston il 30 aprile 1908

Nato nel 1874, all’età di quattro anni Houdini si trasferì con la famiglia, di fede ebraica e originaria dell'Ungheria, negli Stati Uniti; in tale occasione i nomi furono modificati al fine di renderli più americani: il nome del bambino passò quindi da Erik Weisz a Ehrich Weiss. I Weiss dapprima vissero ad Appleton, in Wisconsin, dove il padre Mayer Samuel Weiss prestava servizio nella locale congregazione ebraica riformata in qualità di rabbino. In seguito, nel 1887, Mayer si trasferì con il figlio a New York, dove vissero in una pensione sulla 79ª strada, fino a quando la famiglia non fu in grado di riunirsi in un alloggio definitivo.

### La carriera

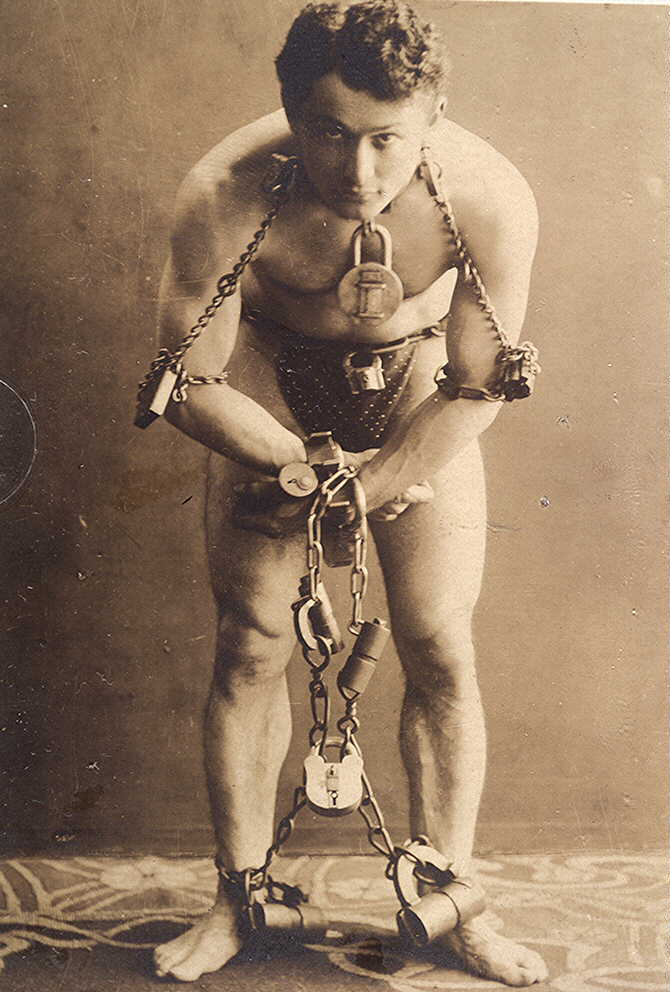
Houdini in catene (1899 circa)

Nel 1891 Ehrich divenne un illusionista professionista, riscuotendo però poco successo. La fama arrivò quando iniziò ad esibirsi come escapologo, scegliendo il nome d'arte di Harry Houdini come tributo al mago francese Jean Eugène Robert-Houdin. Nel 1913 riuscì a farlo diventare il suo nome legale. Agli inizi la sua carriera di incantatore non riscosse un grande successo, ma gli fece incontrare nel 1893 Wilhelmina Beatrice "Bess" Rahner, anch'ella illusionista, che sposò dopo un corteggiamento durato tre settimane. Bess divenne la sua assistente di scena per tutto il resto della sua carriera.
Houdini inizialmente si applicò ai giochi di carte e alle altre arti di prestigio tradizionali - autoproclamandosi il re delle carte - ma cominciò presto a sperimentare le sue evasioni. La sua grande occasione venne nel 1899, quando incontrò lo showman Martin Beck che, impressionato dal numero di Houdini con le manette, gli consigliò di concentrarsi sulle evasioni e lo inserì nel circuito di spettacoli di vaudeville dell'Orpheum. Nel giro di pochi mesi si esibì nei teatri di vaudeville più rinomati degli Stati Uniti e nel 1900 andò ad esibirsi in Europa. Al suo ritorno negli Stati Uniti, quattro anni dopo, era diventato una leggenda.

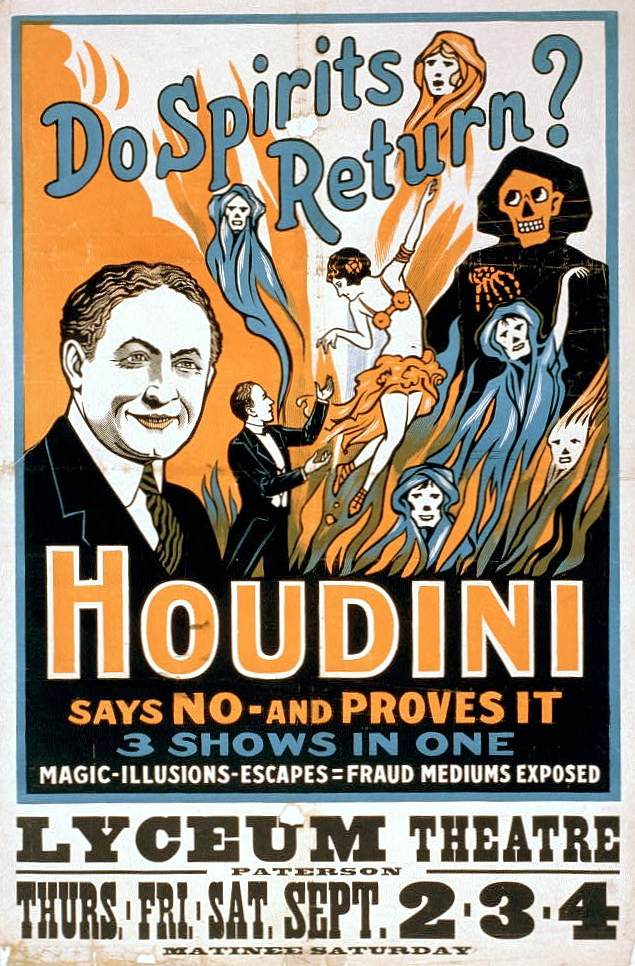
Locandina che pubblicizza l'attività di Houdini contro lo spiritismo

Nei primi vent'anni del XX secolo Houdini si esibì con grande successo in tutti gli Stati Uniti. Era capace di liberarsi da manette, catene, corde e camicie di forza, spesso penzolando da una corda o immerso nell'acqua e sotto gli occhi del pubblico. Nel 1913 presentò quello che per molti è il suo numero più famoso, la cella della tortura cinese dell'acqua, in cui rimaneva sospeso a testa in giù in una cassa di vetro e acciaio piena d'acqua e chiusa a chiave.

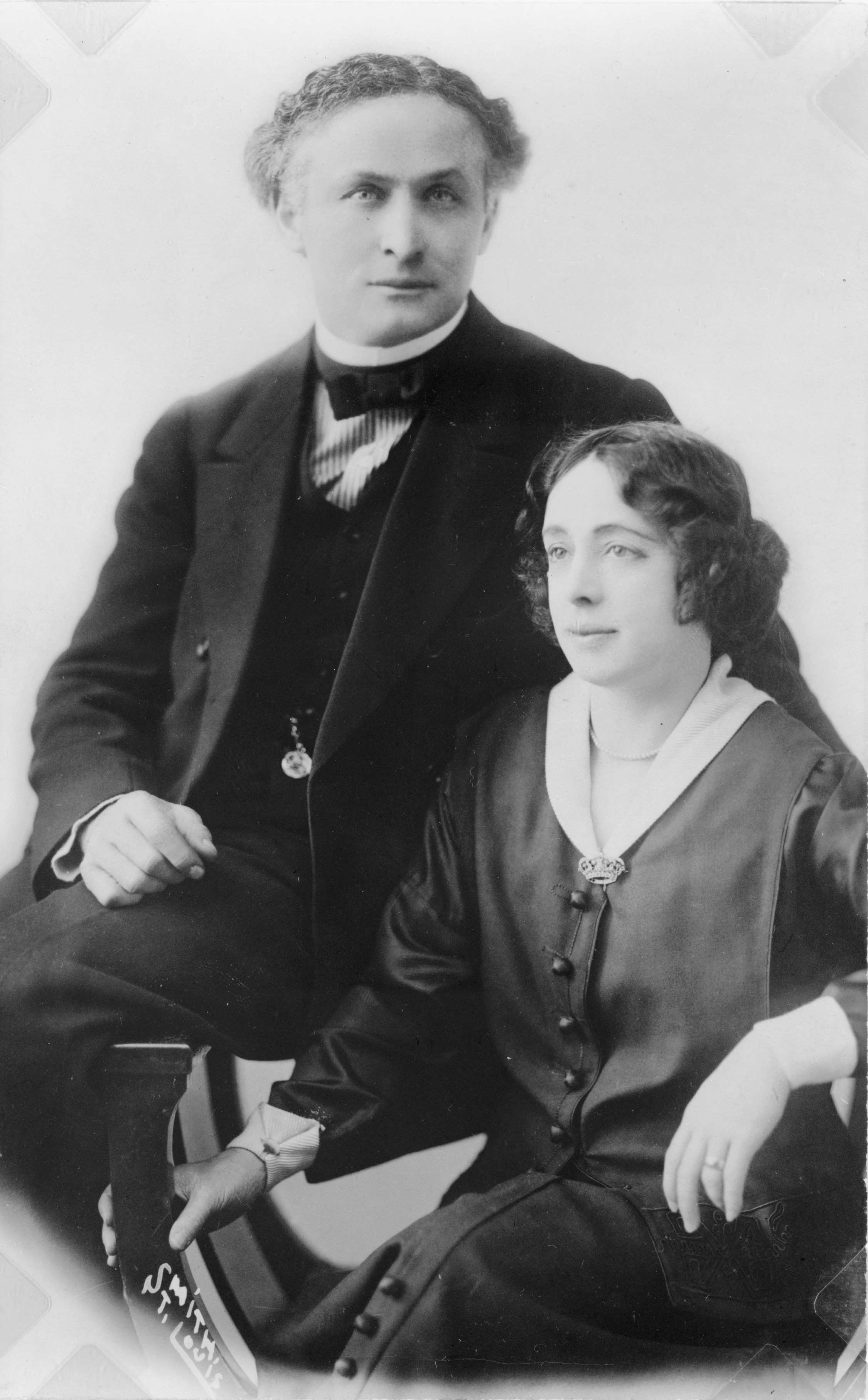
Houdini e la moglie Bess (Beatrice Rahner) (1922 circa)

Svelò alcuni dei suoi trucchi nei libri scritti negli anni venti: molti lucchetti e molte manette potevano venire aperti solo applicandovi una forza sufficiente in un modo particolare, mentre altri potevano venire aperti con l'aiuto delle stringhe delle scarpe. A volte usava chiavi o bastoncini opportunamente nascosti. Era in grado di fuggire da un barile per il latte riempito d'acqua il cui tappo era legato ad un collare da lui indossato perché il collare poteva essere staccato dall'interno. Quando era legato da corde o da una camicia di forza, riusciva a crearsi uno spazio per muoversi dapprima allargando spalle e torace, poi allontanando le braccia dal corpo e disarticolando le spalle. Il suo numero della camicia di forza fu inizialmente eseguito dietro un sipario, da cui lui balzava fuori nuovamente libero, ma poi Houdini scoprì che senza il sipario, il pubblico era molto più affascinato dal vederlo lottare per liberarsi.
Benché non fosse facile, l'intero spettacolo di Houdini, evasioni comprese, era eseguito anche dal fratello Theo Weiss ("Dash") con lo pseudonimo di Hardeen. La più grande differenza tra i due era nel numero della camicia di forza: mentre Houdini disarticolava entrambe le spalle per uscirne, Hardeen era in grado di disarticolarne una sola.

### Smascheratore di spiritismo
Negli anni venti, dopo la morte dell'amata madre, Houdini dedicò le sue energie a smascherare medium e parapsicologi, un'attività che verrà poi proseguita ai nostri giorni, tra gli altri, dal prestigiatore James Randi e dalla coppia Penn & Teller. La preparazione tecnica di Houdini nelle arti della prestidigitazione gli permise di svelare frodi che avevano fino ad allora ingannato molti scienziati e accademici.
Divenne un membro del comitato di Scientific American, che offriva un premio in denaro a chiunque avesse saputo dimostrare di possedere capacità soprannaturali. Grazie a lui, il premio non fu mai ritirato. A mano a mano che la sua fama di "acchiappafantasmi" cresceva, Houdini iniziò a frequentare sedute spiritiche in incognito, accompagnato da un reporter e da un ufficiale di polizia.
La più famosa medium che cercò di smascherare fu Mina Crandon, nota con il nome di Margery. Houdini seppe riprodurre gli effetti delle sedute della Crandon, ma il trucco dietro alcuni aspetti delle sedute di quest'ultima rimase ignoto e controverso. Per esempio, nessuno ha mai saputo spiegare con esattezza il metodo che permetteva la comparsa della seconda mano 'teleplasmica' della Crandon (poi da altri riconosciuta essere composta di tessuto animale.
Quest'attività costò a Houdini l'inimicizia di Sir Arthur Conan Doyle (1859-1930), il creatore di Sherlock Holmes. Nonostante Holmes fosse un razionalista che rifiutava il soprannaturale, il suo creatore Doyle era un fervente credente nello spiritismo e si oppose pubblicamente a Houdini, rifiutandosi di credere ai suoi resoconti.

### La morte

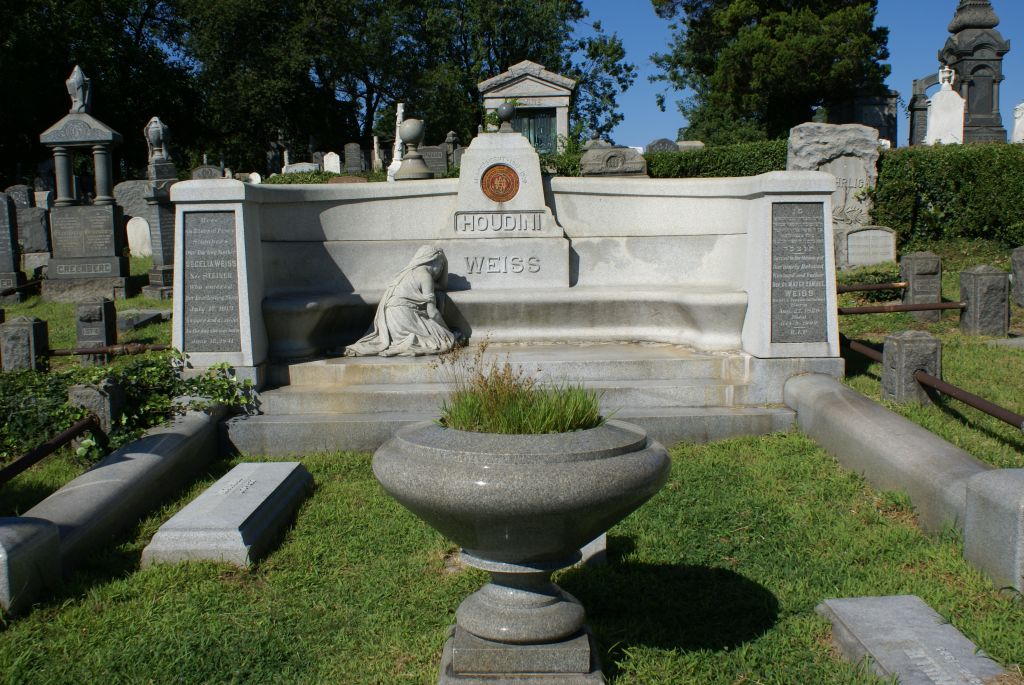
La tomba di Harry Houdini

Houdini morì di peritonite, in seguito alla rottura dell'appendice, nella notte di Halloween del 1926, all'età di cinquantadue anni. Solo due settimane prima aveva subìto un colpo all'addome da uno studente di boxe della McGill University a Montréal, il quale, andandolo a trovare nel suo camerino, volle mettere alla prova i leggendari muscoli addominali di Houdini dandogli dei pugni, cosa che lui normalmente permetteva, ma quella volta, colto di sorpresa, non ebbe il tempo di prepararsi a ricevere i colpi. A dispetto della più diffusa opinione, comunemente accettata dal pubblico, la morte non fu provocata dal solo colpo.
Ai funerali, tenutisi il 4 novembre a New York, parteciparono oltre duemila persone. È stato sepolto al Machpelah Cemetery, nel quartiere del Queens, con il simbolo della Society of American Magicians scolpito nella pietra; la sua tomba si trova accanto a quella della madre. La Society of American Magicians continua a tenere ogni anno una cerimonia in sua memoria il giorno dell'anniversario della sua morte, che comprende anche una seduta spiritica per cercare di evocare il suo spirito. L'illusionista, prima di morire, disse infatti: "Se è veramente possibile a qualcuno tornare dall'aldilà, Harry Houdini lo farà".
Houdini fu membro della loggia massonica "St. Cecile Lodge N. 568" di New York City.

### L'eredità
Houdini lasciò un'ultima lancia nelle mani degli oppositori dello spiritismo: poco prima di morire fece un patto con la moglie Bess, dicendole che se fosse stato possibile l'avrebbe contattata tramite un messaggio in codice convenuto tra loro due ("Rosabelle, rispondi, parla, prega, rispondi, guarda, parla, rispondi, rispondi, parla"). Ogni notte di Halloween, per i successivi dieci anni, Bess tenne una seduta spiritica per verificare il patto.
Nel 1936, dopo un'ultima fallimentare seduta sul tetto del Knickerbocker Hotel di Los Angeles, Bess si arrese e spense la candela dicendo: "Anche la mia ultima speranza se ne è andata. Non credo che Houdini possa tornare da me o da chiunque altro. Ho mantenuto viva la fiamma accanto alla fotografia di Houdini per dieci anni, ma è giunto il momento di spegnerla. Buona notte Harry". Tuttavia, il medium Arthur Ford riferì che la comunicazione del "codice Houdini" alla moglie Beatrice sarebbe avvenuta nel 1928 dopo alcune sedute spiritiche.

## Houdini e il cinema
Sulla figura di Houdini, che nella sua carriera è stato anche attore e regista, sono stati girati alcuni film, tra cui si ricorda
- Il mago Houdini (1953), biografia romanzata con Tony Curtis nei panni dell'illusionista. Quando il film uscì nelle sale cinematografiche, diede corpo a molti degli equivoci legati alla vita e alla morte di Houdini. Ad esempio, nel film, il protagonista muore nella cassa della tortura cinese dell'acqua e non per la più prosaica peritonite (anche se in realtà il finale è ambiguo, perché nell'ultima scena il mago è ancora vivo, anche se malconcio);
- nel 2007 la regista australiana Gillian Armstrong ha realizzato Houdini - L'ultimo mago, con Guy Pearce, Catherine Zeta-Jones e Saoirse Ronan. Il film, uscito nelle sale italiane il 24 aprile 2009, è ambientato negli anni venti e ripercorre uno spaccato della vita del celebre illusionista;
- nel 2014 Adrien Brody è stato il protagonista della miniserie in due puntate Houdini, che ricostruisce in maniera più verosimile la vita dell'illusionista.

## Houdini e la letteratura
Anche se non ne è il protagonista, la figura di Houdini è più volte citata nel racconto lungo Diabelli di Hermann Burger. Qui il nome d'origine del mago è scritto Erick Weiß e viene definito il re delle manette e [...] l'uomo dalle mille vite, che dopo il pensionamento si specializzò nello smascheramento delle buffonate pseudomedianiche, stimolato dal gabinetto degli spiriti dei fratelli Devenport.

## Filmografia

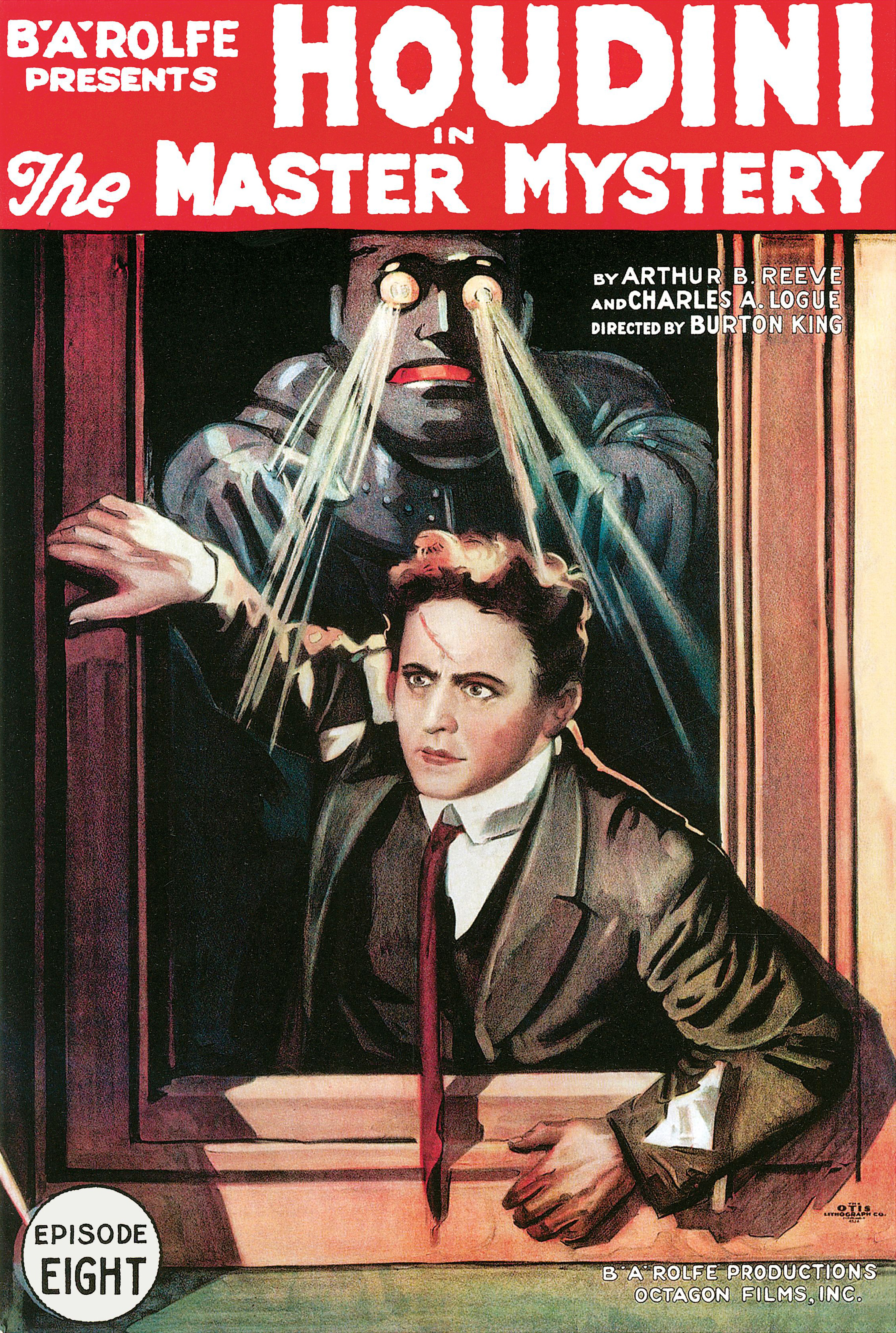
Locandina del film The Master Mystery

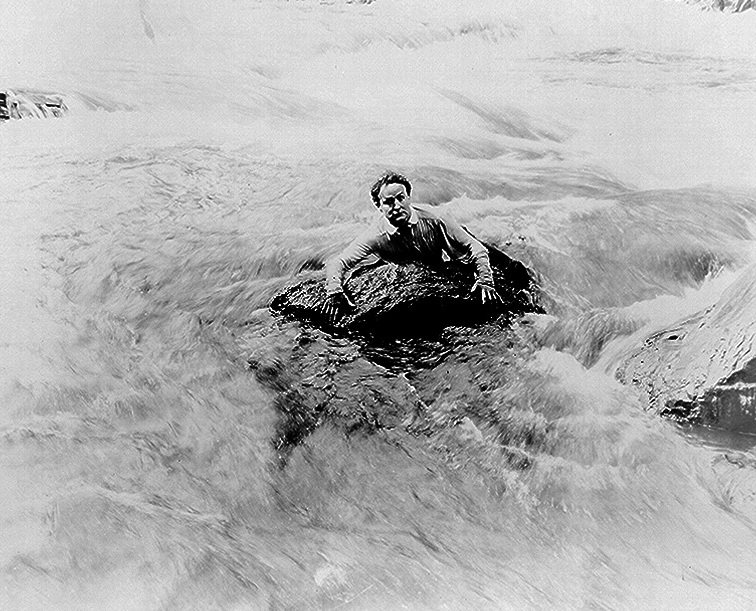
Houdini nuota nelle cascate del Niagara in una scena del film The Man from Beyond (1922)

### Attore
- Scherzo tragico (The Grim Game), regia di Irvin Willat (1919)
- The Master Mystery, regia di Harry Grossman e Burton L. King - serial cinematografico (1920)
- L'isola del terrore (Terror Island), regia di James Cruze (1920)
- The Man from Beyond, regia di Burton L. King (1922)
- Haldane of the Secret Service, regia di Harry Houdini (1923)

### Regista
- The Soul of Bronze (1921)
- Haldane of the Secret Service (1923)

### Sceneggiatore e Produttore
- The Man from Beyond, regia di Burton L. King - soggetto e direttore di produzione (1922)

### Consulente tecnico
- The Mysteries of Myra, regia di Leopold Wharton e Theodore Wharton - serial cinematografico (1916)

### Film e documentari con Houdini
- Thrills of Yesterday, con Harry Houdini (filmati d'archivio) (1931)
- The Old Bus, con Harry Houdini (filmati d'archivio) (1934)
- Flicker Flashbacks No. 7, Series 5, di Richard Fleischer (1948)
- Emozioni e risate, documentario di Robert Youngson (1961)
- Houdini: Unlocking His Secrets, tv (filmati di repertorio) (1995)
- Houdini, documentario di Gene M. Gamache (1996)
- Heroes of Magic, documentario di Tom Atkinson (2000)
- Magic, miniserie tv (2004)
- Phenomenon, serie tv (2007)
- Shockwave, serie tv (2008)
- Spisok korabley, documentario di Alexei Gusev (2008)
- Mysteries at the Museum, docuserie tv (2011)

### Houdini, personaggio dello schermo
- Il mago Houdini (Houdini), regia di George Marshall - con Tony Curtis (1953)
- Il grande Houdini (The Great Houdini), regia di Melville Shavelson - con Paul Michael Glaser (1976)
- Ragtime, regia di Miloš Forman - con Jeffrey DeMunn (1981)
- Parade of Stars, regia di Clark Jones - con Alan Alan (1983)
- Young Harry Houdini film tv, regia di James Orr - con Wil Wheaton (1987)
- A Night at the Magic Castle, regia di Icek Tenenbaum - con Arte Johnson (1988)
- Favole, regia di Charles Sturridge - con Harvey Keitel (1997)
- Houdini film tv, regia di Pen Densham - con Johnathon Schaech (1998)
- Houdini - L'ultimo mago (Death Defying Acts), regia di Gillian Armstrong - con Guy Pearce (2007)
- Houdini miniserie TV, regia di Uli Edel - con Adrien Brody (2014)

## Nella cultura di massa
Il personaggio di Houdini compare nell'episodio 11 della prima stagione di Timeless, dove ha un ruolo rilevante nell'aiutare i protagonisti. 
Viene fatto riferimento all'illusionista nelle canzoni Il grande Houdini di Giorgio Faletti, Houdini  di Kate Bush, Houdini di Eminem e Houdini di Dua Lipa. 
Nella serie televisiva Dark (2017-2020) il piccolo Mikkel Nielsen è appassionato di magia e considera Houdini il suo idolo, tanto da pretendere di essere chiamato con il suo nome e da tenere appeso in camera un manifesto con la scritta "The Great Mikkel Houdini".